# YM2612

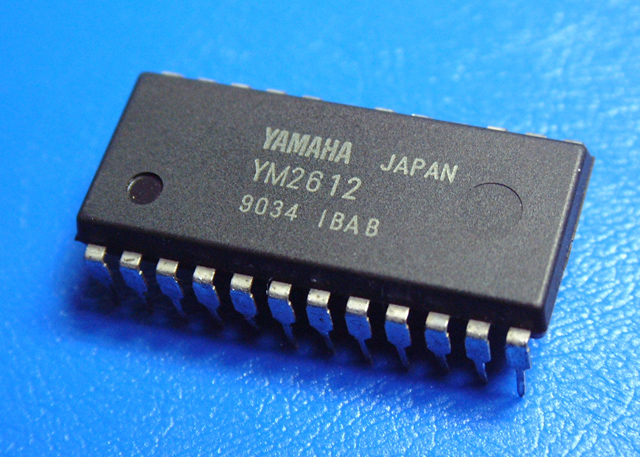
YM2612

YM2612 (OPN2) は、1988年にヤマハが開発した4オペレータ、同時発音数6音ステレオのFM音源機能を持ったFM音源チップ。プログラマブルタイマーを2系統と、DACを内蔵している。
FM音源部はYM2608 (OPNA) に準ずる。SSG、リズム音源、ADPCMは搭載されていないが、Ch.6をDACとして使うことでPCMを再生することができる。レジスタは一部が多少異なるが、FM音源演奏部に関してはまったく同じ配置となっており、使い方も同様である。
このチップが搭載された主なハードウェアとして、富士通のFM TOWNSや、SEGAのメガドライブ（初期型）と セガ・システム32などがあげられる。
ただし、メガドライブの後期型は、本チップのCMOS版にあたるYM3438が搭載されている。また、YM3438はSEGA UFOキャッチャーシリーズ(NEW UFOキャッチャーから7secondまで)にも搭載されている。
本チップの関連チップとして、YMF276があり、こちらはD/Aコンバータの精度が異なる (16Bit)。汎用のシリアル接続DACを接続できる。